# Jonsereds IF
Jonsereds IF, JIF, är en fotbollsklubb i Jonsered i Partille kommun.
Jonsereds IF är en klassisk klubb i Göteborgsområdet med många säsonger i division 2 och flera säsonger i näst högsta serien. Våren 2023 är gräsplan utbytt mot konstgräs.
Säsongen 2023 spelar Jonsereds IF herrar i Division 3 och vanna Östra Cupen. Vidare kval i Svenska Cupen mot BK Häcken hemma (publik 1850). 
Säsongen -23 slutade JIF herrar 2:a i serien och fick kvala (dubbelmöte Adas United och Zenit) och vann kvalet för vidare spel i div.2 2024. 
2025 spelar herrarna i div.2 Västra Götaland serien. Damerna spelar div.5 Gbg distriktsserien. 

## Historia

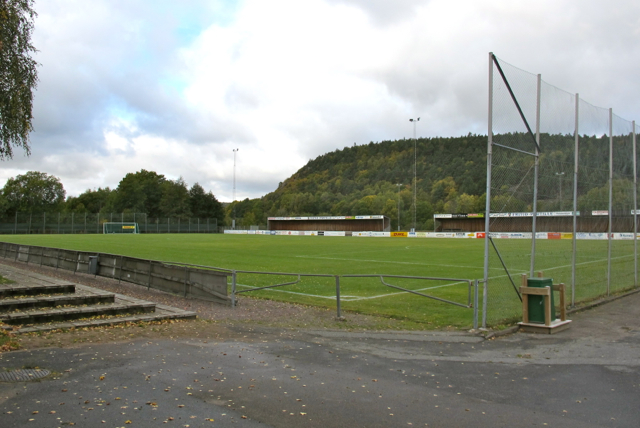
Fotbollsplanen på Jonsereds idrottsplats.

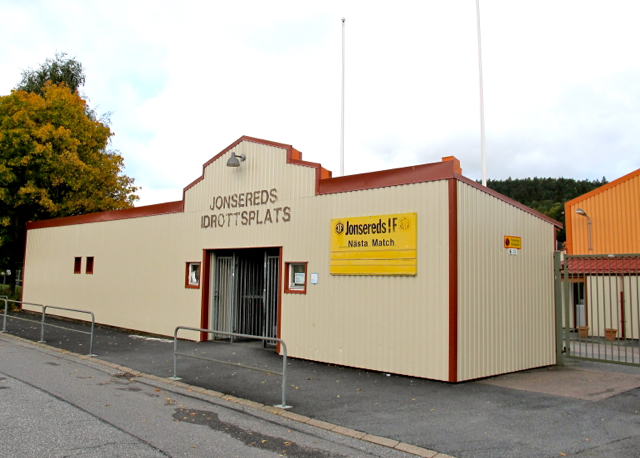
Entrén till Jonsereds idrottsplats.

Föregångarna Jonsereds GoIF och Bokedalens IF slogs samman till Jonsereds IF 1921. Idrottsplatsen lades på Maneredsgärdet där den än idag ligger. En ordentlig gräsplan iordningställdes av föreningens medlemmar och stod klar sommaren 1922. Invigningsmatchen mot Surte IS slutade med förlust 1–4. En av klubbens tidiga stjärnor var Erik Börjesson som under 1910- och 1920-talen spelade i IFK Göteborg och Örgryte IS och i landslaget. Eriks son Reino Börjesson (född 1929) inledde sin karriär i Jonsered och blev sedan allsvensk i IFK Göteborg och Norrby IF. Han blev uttagen till VM-truppen 1958 som division II-spelare i Norrby. Han gjorde sin VM-debut i sista gruppspelsmatchen mot Wales och behöll sedan sin plats som högerhalv resten av turneringen. Han var alltså med i VM-finalen mot Brasilien.
Jonsered spelade från 1924 i Västsvenska serien där man knappt missade allsvenskan som serietvåa bakom IFK Uddevalla. Laget spelade kommande år på tabellens övre halva men åkte sedan ur 1929 ur vad som nu officiellt var Division 2. Efter tre år i division 3 kunde man genom en utökning av serien åter spela i andradivisionen. Nu kom man tvåa i division två bakom Krokslätts FF. 1940 åkte JIF ur division 2 och kom under kommande år att försöka ta sig tillbaka. Ofta vann man sin division III-serie men misslyckades i kvalspelen. Först 1948 kunde Jonsereds IF återigen ta sig till division 2. 1950 åkte man på nytt ur tillsammans med IK Sleipner och 1952 åkte man ner i division IV.
1956 tog sig Jonsereds IF tillbaka till division III och tog sig även tillbaka till division II som seriesegrare före BK Häcken och Billingsfors IK. Jonsered åkte de kommande åren mellan divisionerna. Nils Berghamn var tränare för Jonsered i början av 1970-talet när klubben hade ett lag med många talanger, däribland Torbjörn Nilsson och Thomas "Polletten" Larsson. Bergham ledde Jonsered till seger i division 4 1973 och sedan seger i division 3. I kvalserien till division II hamnade laget bakom IFK Hässleholm och Jönköpings Södra IF.
1988 spelade Jonsereds IF i division II där man åkte ur 1991. 

### Torbjörn Nilsson
Många förknippar Jonsereds IF med Torbjörn Nilsson, en av Sveriges genom tiderna främsta fotbollsspelare. De insatser Torbjörn Nilsson gjort för klubben, både som spelare och tränare, innebär mycket för klubben. Torbjörn Nilsson spelade sin första A-lagsmatch för Jonsereds IF 1970. Karriären gick vidare 1975 över IFK Göteborg, PSV Eindhoven, FC Kaiserslautern och 27 A-landskamper innan han kom tillbaka till klubben i slutet på 1980-talet.
Klubben har även på senare år producerat spelare som spelat i allsvenskan. Andreas Tobiasson spelade till exempel mittback i Gais mellan 2004 och 2009.

## Profiler
- Erik Börjesson
- Reino Börjesson
- Kjell Johansson
- Robert Laul
- Torbjörn Nilsson
- Gunnar Zacharoff